# فينوس أناديومين (تيتيان)
فينوس أناديومين هي لوحة زيتية رسمها الفنان تيتيان حوالي عام 1520.